# S'Aresta
S'Aresta és una possessió del terme municipal de Llucmajor, Mallorca, situada al massís de Randa, entre el puig de Randa i la possessió de Binificat. Hi destaca la Cova de s'Aresta, situada sota la balma de la penya Falconera. En ella els franciscans fra Nicolau Caldés, fra Catany i fra Llobet s'hi retiraren el 1440 per mostrar la seva oposició a la reforma de l'orde franciscà. Aquesta comunitat donà lloc a la posterior construcció del Santuari de Nostra Senyora de Gràcia en el mateix lloc.
El nom de s'Aresta fa referència al fet que a les seves terres hi ha un petit contrafort del massís de Randa anomenat s'Aresta.

## Construccions
Les cases de la possessió presenten una disposició en línia, on hi ha l'habitatge humà, la pallissa, els estables i d'altres dependències agropecuàries. De forma aïllada, enfront de la casa i separades per la carrera, hom hi troba el forn i les solls entre altres dependències agropecuàries. Quant a instal·lacions hidràuliques destaca una cisterna al costat de l'habitatge.
L'habitatge humà és de dues altures. La façana principal està orientada al sud, amb obertures disposades de forma asimètrica i amb un rellotge de sol de l'any 1788 a un cantó del terrat. Es pot accedir a la planta baixa mitjançant dos portals, el principal és d'arc de mig punt amb llindar i dovelles, l'altre és allindanat. Flanquejant els portals hi ha una finestra allindanada amb ampit motllurat i dues finestres atrompetades. Sobre la planta baixa hi ha el porxo, que presenta dues finestres balconeres, dues finestres allindanades amb ampit motllurat i una finestra atrompetada.

## Jaciments arqueològics
A s'Aresta es troba el Conjunt prehistòric de s'Aresta, que conté unes poques restes amb ceràmica del que possiblement fou un poblat prehistòric.